# Greilickville
Greilickville es un lugar designado por el censo ubicado en el condado de Leelanau en el estado estadounidense de Míchigan. En el Censo de 2010 tenía una población de 1530 habitantes y una densidad poblacional de 83,09 personas por km².

## Geografía
Greilickville se encuentra ubicado en las coordenadas 44°47′57″N 85°39′22″O / 44.79917, -85.65611. Según la Oficina del Censo de los Estados Unidos, Greilickville tiene una superficie total de 18.41 km², de la cual 11.7 km² corresponden a tierra firme y (36.47%) 6.72 km² es agua.

## Demografía
Según el censo de 2010, había 1530 personas residiendo en Greilickville. La densidad de población era de 83,09 hab./km². De los 1530 habitantes, Greilickville estaba compuesto por el 98.69% blancos, el 0.07% eran afroamericanos, el 0.07% eran amerindios, el 0.39% eran asiáticos, el 0% eran isleños del Pacífico, el 0.26% eran de otras razas y el 0.52% pertenecían a dos o más razas. Del total de la población el 1.7% eran hispanos o latinos de cualquier raza.